# Wiola Persson-Rönnberg
Anna Wiola Persson-Rönnberg, född 12 augusti 1919 i Torpshammar, död där 3 januari 1999, var en svensk jordbrukare, målare och tecknare.
Hon var dotter till jordbrukaren Per Alfred Persson och Anna Johansson och från 1952 gift med stationsarbetaren Bror Viktor Martus Rönnberg. Hon var huvudsakligen autodidakt som konstnär. Separat debuterade hon i Sundsvall 1955 som hon senare följde upp med separatutställningar på andra orter. Hon medverkade i Nationalmuseums utställning Unga tecknare ett flertal gånger. Hennes konst består av vildblommor och träd i blyerts eller tusch samt landskap i tempera. Persson-Rönnberg är representerad vid Moderna museet och Waldemarsudde.